# HYBE JAPAN
株式会社HYBE JAPAN（ハイブ・ジャパン）は、韓国の芸能プロダクションHYBEの日本本社である。旧社名HYBE SOLUTIONS JAPAN。

## 沿革
2019年3月14日、Big Hit Entertainment（現 HYBE）が「beNX Japan（現 HYBE SOLUTIONS JAPAN）」を設立。
2019年12月18日、Big Hit Entertainment（現 HYBE）が「TNDJ（現 HYBE T&D JAPAN）」を設立。
2020年4月8日、beNX Japanが「Big Hit Solutions Japan」へと社名変更。
2021年3月30日、Big Hit Entertainmentが「HYBE」へと社名を変更したことに伴って、Big Hit Entertainment Japanが「HYBE LABELS JAPAN」、Big Hit Solutions Japanが「HYBE SOLUTIONS JAPAN」、TNDJが「HYBE T&D JAPAN」へと社名変更。
2021年7月1日、HYBE SOLUTIONS JAPANが「HYBE JAPAN」へと社名変更し、HYBE LABELS JAPAN、HYBE T&D JAPANを吸收合併。HYBE SOLUTIONS JAPANの元代表であるハン・ヒョンロックが最高経営責任者に就任した。
2022年10月1日、日本国内のプラットフォーム事業、コマース事業、ファンクラブ運営事業をWEVERSE COMPANY傘下のWEVERSE JAPANへ譲渡。
2022年12月21日、新法人ならびに新レーベル「NAECO」（ネイコ）の設立を発表。
2024年8月1日、元SMエンタテインメント総括社長のキム・ヨンミン氏をHYBE JAPAN会長職に任命したことを発表。なお、9月には取締役兼会長に就任したことが正式に報告された。

## 業務内容
部門
- 音楽事業
- 360˚事業
- IP事業
- ゲーム事業
- マネジメント事業

子会社
YX LABELS（旧 Big Hit Entertainment Japan、HYBE LABELS JAPAN）
NAECO
- 音楽製作
- 音楽著作権出版
- 音楽著作権管理運営
- アーティストマネージメント
- 新人発掘および開発

## 系列会社
- HYBE JAPAN
  - YX LABELS（旧 Big Hit Entertainment Japan、HYBE LABELS JAPAN）
  - NAECO

## 所属アーティスト

### グループ
生年月日順に記述。太字はリーダー、斜体はサブリーダー。
| グループ | 所属事務所 | 所属レーベル | メンバー                                           | 期間          |
| -------- | ---------- | ------------ | -------------------------------------------------- | ------------- |
| &TEAM    | YX LABELS  | Virgin Music | K、FUMA、NICHOLAS、EJ、YUMA、JO、HARUA、TAKI、MAKI | 2022年 - 現在 |
| aoen     | YX LABELS  |              | 優樹、琉楓、雅久、ハク、颯太、京助、礼央           | 2025年 - 現在 |

## 過去の所属アーティスト

### ソロ
| 名前       | 所属事務所 | 期間            |
| ---------- | ---------- | --------------- |
| 平手友梨奈 | NAECO      | 2022年 - 2024年 |